# Kostenmodell
Kostenmodelle werden zum Beispiel im Software-Engineering wie in der industriellen Produktion dazu verwendet, erwartete Kosten zu schätzen. Diese Schätzungen umfassen vorkalkulatorisch die erwarteten Kosten in Materialeinsatz, an Maschinenzeiten, die Personalkosten in Personenmonaten und weiteren Aufwand, welcher notwendig ist, um ein Produkt herzustellen oder ein Projekt durchzuführen. Die Abschätzungen werden beispielsweise auf der Grundlage bekannter Betriebsabrechnungen vergangener Perioden oder abgeschlossener Projekte möglichst systematisch durchgeführt, um die Basis  für eine Preisbildung und für den Produktionsplan oder für den Projektplan zu liefern.

## Vorgehen
Meist werden mehrere Vorgehensweisen zur Modellierung für eine Kostenschätzung zur Herstellung neuer Produkte nebeneinander angewendet. So werden Modelle für Produkte und für Projekte aggregierend von unten nach oben (bottom-up) und deduzierend von oben nach unten (top-down) durchgeführt. Beide Vorgehensweisen schließen typische systematische Schätzfehler ein.
Beim top-down Ansatz werden zuerst die Kosten für ein Modul geschätzt und diese dann nach unten auf die einzelnen Komponenten oder Funktionen aufgeteilt. Werden geschätzte Mengen vernachlässigt oder überschätzt, belastet das Projekt den Gewinn oder das Kostenmodell belastet den zu fordernden Preis.
Beim bottom-up Ansatz werden Erfahrungswerte für typische Komponenten oder Funktionen bewertet und in der Menge geschätzt. Die Zusammenfassung enthält Sicherheitszuschläge oder unnötige Leistungen, die wiederum den Preis belasten und durch die Gefahr von Absatzeinbußen oder Projektverlusten den Ertrag schmälern.

## Einzelprojekte
Vielfach wird übersehen, dass charakteristisch für ein Modell eine Vielzahl von plausiblen Annahmen und damit verbundenen Vereinfachungen gegenüber der Realität sind. Weiter wird vernachlässigt, dass Schätzungen aufgrund von Erfahrungen oder Erhebungen wie auch Messungen aufgrund von Beobachtungen Fehler enthalten.
Vielfach besteht die Erwartung, es könne durch Modellierung mit besonderer Genauigkeit ein besonders zuverlässiges Ergebnis erreicht werden. Diese Erwartung ist unbegründet. Durch eine schnelle Betriebsabrechnung wird Transparenz erreicht, nicht durch ein präzises Rechenmodell. Daher ist ein sicheres Konzept zu guter Modellierung die wiederholte Korrektur eines Modells aufgrund einer Beobachtung des tatsächlichen Kostenanfalls. Für die Preisbildung in Einzelprojekten liefert dieses iterative Vorgehen jedoch keine Hilfe.

### Schätzverfahren
Es gibt einige prinzipielle Verfahren um die Kosten abzuschätzen.
- Bei der Analogiemethode werden Projekte anhand von Erfahrungswerten geschätzt. Hat ein Unternehmen bereits mehrere Projekte in einem Umfeld realisiert, so hat es bereits Erfahrungen und kann aus diesen auf zukünftige Projekte schließen. Dies setzt jedoch eine Wissensbasis voraus, welche sich erst im Laufe der Zeit aufbaut.

- Algorithmische Modelle wählen dagegen den Ansatz, aufgrund von diversen Parametern (projektspezifisch, wie etwa Lines of Code in Kombination mit Anzahl der verfügbaren Personen) eine durch Algorithmen gestützte Berechnung des Aufwands zu errechnen. Vertreter aus diesem Bereich sind beispielsweise das Function-Point-Verfahren oder auch COCOMO.

- Bei der expertenbasierten Abschätzung werden externe Personen damit beauftragt, aufgrund der Requirements und der verfügbaren Ressourcen, den Aufwand abzuschätzen.

### Managementverfahren

#### Latenzzeiten
Der Zeitabstand zwischen Kostenanfall nach Betriebsabrechnung bis zu Eingriffen des Managements (Latenzzeit) muss so kurz sein, dass durch Korrekturen im Projektablauf eine ungeplante Kostensteigerung frühzeitig verhindert oder gedämpft werden kann. Dazu ist ein Frühwarnsystem erforderlich, das nicht nur die erfassten Kosten kennt, sondern daraus die erforderlichen Schlüsse zieht.

#### Risikominderung
Erst nach Projektgewinn zum Vertragspreis wird erkennbar, welche Fehler das Kostenmodell enthält. Zudem können die Annahmen, die dem Modell zugrunde liegen, durch die Ausführung des Vertrages verletzt werden. Wenn der Aufwand vor Projektgewinn für Einzelprojekte stets auf Basis sich im Projektverlauf ändernder Requirements abgeschätzt werden muss, müssen die Schätzungen korrigiert werden. Um das Projekt systematisch in Technik und in Kosten zu beherrschen, ist ein ausgeprägtes Risikomanagement erforderlich.